# Dobărsko
Dobărsko (bulgariska: Добърско) är ett distrikt i Bulgarien.   Det ligger i kommunen Obsjtina Razlog och regionen Blagoevgrad, i den sydvästra delen av landet, 80 km söder om huvudstaden Sofia.